# Stephen Langton
Stephen Langton (Langton near Spilsby, 1150 circa – Slindon, 9 luglio 1228) fu arcivescovo di Canterbury e cardinale.
Era uno dei tre figli di Henry de Langton. Aveva un fratello, Simon Langton, che ebbe una rocambolesca nomina come arcivescovo di York, terminata con un'elezione annullata da papa Innocenzo III. A lui viene attribuita la paternità del famoso canto Veni Sancte Spiritus, anche se tale attribuzione è controversa, essendovi un altro presunto autore, al quale verrebbe attribuito il canto: l'abate Notker I di San Gallo, vissuto tre secoli prima.

## Biografia
Studiò a Canterbury e all'Università di Parigi ove ottenne il dottorato in teologia, divenendone successivamente professore. Papa Innocenzo III lo nominò cardinale nel concistoro del 1205, assegnandogli il titolo di Cardinale presbitero di San Crisogono.
Alla morte dell'arcivescovo di Canterbury Hubert Walter ci fu uno scontro fra Giovanni d'Inghilterra e Innocenzo III, che annullò l'elezione di John de Gray, personaggio voluto dal re; a lui il papa preferì Stephen Langton, che era invece rifiutato da Giovanni. Il 17 giugno 1207 Innocenzo consacrò Langton, ma il re d'Inghilterra si rifiutò d'incontrarlo.
Durante la prima guerra baronale, durante il tentativo dei baroni inglesi ribelli di rovesciare re Giovanni avvenne l'esilio (nonché sospensione) di Langton, privando la Chiesa inglese di una guida. Egli si rifugiò in Francia, nell'abbazia cistercense di Pontigny dal 1207 circa fino al 1212, quando andò a Roma. Il papa scomunicò re Giovanni, ponendo l'Inghilterra sotto interdetto ed il re di Francia Filippo Augusto si preparò, grazie a questa misura disciplinare, ad invadere l'Inghilterra. Re Giovanni finì con l'arrendersi al papa e l'arcivescovo Stephen Langton fece il suo rientro trionfale in Inghilterra nell'estate del 1213, con re Giovanni che gli andò incontro a Dover, prostrandosi ai suoi piedi in segno di sottomissione alla Chiesa di Roma, di cui si proclamò vassallo: il 20 luglio scomunica ed interdetto vennero revocati.
Negli anni seguenti l'arcivescovo venne coinvolto nella lotta tra i baroni e il re e fu uno dei principali ispiratori della Magna Carta, concessa nel 1215. 
È attribuita a Langton la suddivisione della Bibbia in capitoli. Anche se in passato altri studiosi avevano già provato a dividere la Bibbia in sezioni più piccole o capitoli, la suddivisione effettuata da Langton ottenne il plauso di lettori e copisti e da allora è utilizzata in tutte le Bibbie.

## Genealogia episcopale e successione apostolica
La genealogia episcopale è:
- Cardinale Ottaviano Poli dei conti di Segni
- Papa Innocenzo III
- Cardinale Stephen Langton

La successione apostolica è:
- Vescovo Hugh of Wells (1209)
- Arcivescovo Walter de Gray (1214)
- Vescovo Simone d'Apulia (1214)
- Vescovo Richard Poore (1215)
- Vescovo William of Cornhill (1215)
- Vescovo Benedict of Sansetun (1215)
- Vescovo Gervase Jorwerth (1215)
- Vescovo Cadwgan of Llandyfai, O.Cist. (1215)
- Vescovo William of Blois (1218)
- Vescovo Hugh Foliot (1219)
- Vescovo William of Goldclive, O.S.B. (1219)
- Arcivescovo Luke Netterville (1220)
- Vescovo John of Fountains, O.Cist. (1220)
- Vescovo William Brewer (1224)
- Vescovo Ralph Neville (1224)
- Vescovo Geoffrey de Burgh (1225)
- Vescovo Abraham of Saint Asaph (1225)
- Vescovo Thomas Blunville (1226)
- Vescovo Henry Sandford (1227)